# (321) Florentina
(321) Florentina ist ein Asteroid des äußeren Hauptgürtels, der am 15. Oktober 1891 vom österreichischen Astronomen Johann Palisa an der Universitätssternwarte Wien entdeckt wurde.
Der Asteroid ist benannt zu Ehren der Tochter des Entdeckers, Florentine.
(321) Florentina ist eines der größeren Mitglieder der Koronis-Familie, einer sehr zahlreichen Gruppe von Asteroiden, die durch eine kollisionsbedingte Zerstörung des Vorgängerkörpers von (158) Koronis entstanden.

## Wissenschaftliche Auswertung
Aus Ergebnissen der IRAS Minor Planet Survey (IMPS) wurden 1992 Angaben zu Durchmesser und Albedo für zahlreiche Asteroiden abgeleitet, darunter auch (321) Florentina, für die damals Werte von 27,2 km bzw. 0,23 erhalten wurden. Eine Auswertung von Beobachtungen durch das Projekt NEOWISE im nahen Infrarot führte 2011 zu vorläufigen Werten für den Durchmesser und die Albedo im sichtbaren Bereich von 34,0 km bzw. 0,14. Nachdem die Werte nach neuen Messungen mit NEOWISE 2012 auf 20,4 km bzw. 0,43 geändert worden waren, wurden sie 2014 auf 28,0 km bzw. 0,20 korrigiert.
Photometrische Messungen des Asteroiden fanden erstmals statt am 19. und 20. Dezember 1955 am McDonald-Observatorium in Texas. Aus der aufgezeichneten Lichtkurve wurde eine Rotationsperiode von 2,87 h bestimmt, dies war damals die kürzeste bei einem Asteroiden beobachtete Rotationsperiode. Visuelle Beobachtungen am 4. Januar 1976 sowie während drei Nächten vom 31. März bis 15. April 1982 am Walter H. Balcke Observatory des Illinois College dienten zur Abschätzung einer Rotationsperiode zwischen 2,86 und 2,88 h.
Weitere Messungen konnten diese Ergebnisse bestätigen, wie im Mai 1987 am McDonald-Observatorium sowie im Mai 1992 und August 1993 am Wallace Astrophysical Observatory (WAO) in Massachusetts mit einer abgeleiteten Rotationsperiode von 2,870 h, am 2. und 6. November 1999 am Palmer Divide Observatory in Colorado (abgeleitete Periode 2,8711 h) sowie am 7. und 8. Dezember 1999 am North Pines Observatory in Arizona (abgeleitete Periode 2,87 h).
Neue photometrische Beobachtungen während acht Nächten vom 3. Februar bis 14. April 2001 am Foggy Bottom Observatory der Colgate University in New York lieferten eine Rotationsperiode von 2,871 h. Hier konnten auch erstmals unter Verwendung der archivierten Daten der früheren Beobachtungen zwei alternative Lösungen für die Position der Rotationsachse mit retrograder Rotation abgeleitet werden. Außerdem wurden die Achsenverhältnisse für eine dreiachsig-ellipsoidische Form berechnet und ein dreidimensionales Gestaltmodell für den Asteroiden errechnet. Eine Untersuchung von 2003 leitete in der Ukraine aus den archivierten Daten von 1955–1993 für (321) Florentina eine Rotationsperiode von 2,8710 h ab. Es wurde auch hier wieder eine Position für die Rotationsachse mit retrograder Rotation sowie die Achsenverhältnisse eines dreiachsig-ellipsoidischen Gestaltmodells berechnet.
Photometrische Messungen am 20. und 21. März 2001 am Observatoire de Saint-Véran auf dem Pic de Château-Renard sowie am 25. und 26. Februar 2011 am Observatorium auf dem Pic du Midi, beide in Südfrankreich, ergaben in der Auswertung eine Rotationsperiode von 2,870 h, während Messungen vom 24. Oktober bis 4. November 2019 am Union College Observatory im Staat New York eine Periode von 2,8708 h ergaben.
Zwischen 2012 und 2018 wurden mit der All-Sky Automated Survey for Supernovae (ASAS-SN) auch photometrische Daten von 20.000 Asteroiden aufgezeichnet. Auf mehr als 5000 davon konnte erfolgreich die Methode der konvexen Inversion angewendet werden, darunter auch (321) Florentina, für die in einer Untersuchung von 2021 ein verbessertes dreidimensionales Gestaltmodell für zwei alternative Rotationsachsen mit retrograder Rotation und einer Periode von 2,87086 h berechnet wurde.
Aus archivierten Daten des Asteroid Terrestrial-impact Last Alert System (ATLAS) aus dem Zeitraum 2015 bis 2018 konnte in einer Untersuchung von 2022 mit der Methode der konvexen Inversion eine Rotationsperiode von 2,87086 h bestimmt werden. Im Jahr 2023 wurde aus photometrischen Messungen von Gaia DR3 erneut ein dreidimensionales Gestaltmodell des Asteroiden für zwei alternative Rotationsachsen mit retrograder Rotation und einer Periode von 2,87087 h berechnet.